# Felicitas Woll
Felicitas Woll (Homberg, 20 gennaio 1980) è un'attrice tedesca.

## Biografia

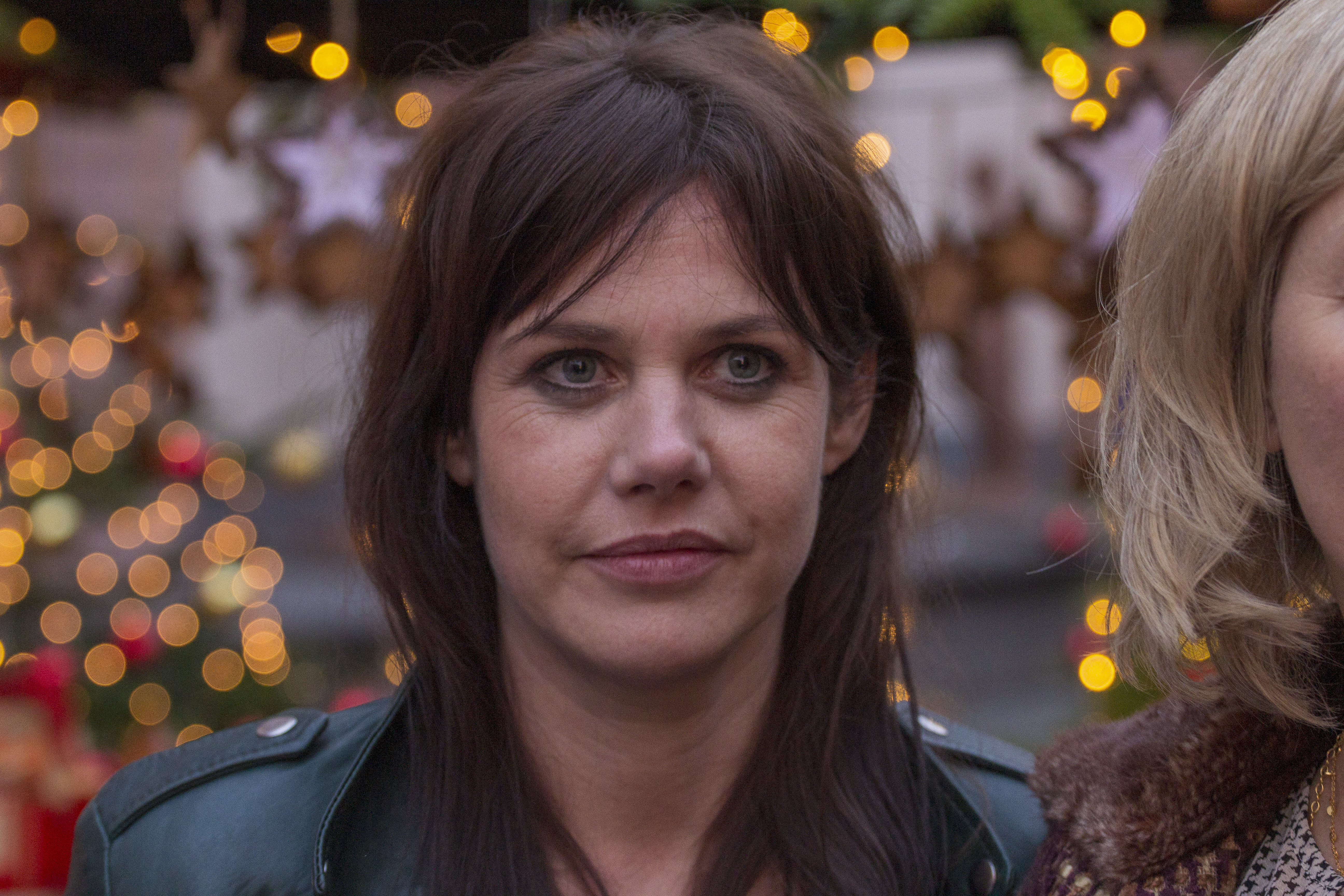
Woll sul set di Weihnachtstöchter nel 2019

### Carriera
Felicitas Woll, quarta figlia di sei, nasce nel 1980 ad Homberg, nell'Assia. Dopo aver cercato di diventare un'infermiera, viene notata in discoteca da un agente, che le propone di fare l'attrice.
Da allora, la sua carriera è in continua ascesa, ma la notorietà al grande pubblico la raggiunge nel 2002 recitando nella serie televisiva Lolle interpretando l'omonima protagonista fino alla fine della serie nel 2005, che le fece conquistare tre premi nei primi tre anni di produzione. 
Nel 2003 diventa una delle protagoniste di Ragazze pom pom al top, un film di Dennis Gansel, mentre nel 2006 sarà la protagonista di Dresda. Reciterà, nel 2014, insieme a Luca Zingaretti, nella miniserie televisiva italiana Il giudice meschino, nel ruolo di Elke Hadler.

### Vita privata
Il 14 febbraio 2006 Felicitas è diventata madre di una bambina, Taisha Valentina.
L'attrice ha un fratello più piccolo affetto dalla sindrome di Down (Trisomia 21) e prende molto spesso parte a iniziative benefiche in favore di queste persone.

## Filmografia

### Cinema
- Ragazze pom pom al top (Mädchen, Mädchen), regia di Dennis Gansel (2001)
- Club der Träume - Türkei, Marmaris, regia di Berno Kürten (2003)
- Abgefahren, regia di Jakob Schäuffelen (2004)
- Eine Krone für Isabell, regia di Michael Keusch (2006)
- Manager per due settimane (Zwei Wochen Chef), regia di Annette Ernst (2007)
- Wir sind das Volk - Liebe kennt keine Grenzen, regia di Thomas Berger (2008)
- König Drosselbart, regia di Sibylle Tafel (2008)
- Kinder des Sturms, regia di Miguel Alexandre (2009)
- Liebe Mauer, regia di Peter Timm (2009)
- Küss dich reich, regia di Dominic Müller (2010)
- Kommissar LaBréa - Mord in der Rue St. Lazare, regia di Dennis Satin (2010)
- Senza passato... non c'è futuro (Katie Fforde: Glücksboten), regia di Felix Herzogenrath (2010)
- Bei manchen Männern hilft nur Voodoo, regia di Thomas Nennstiel (2010)
- Vater Morgana, regia di Till Endemann (2010)
- Carl & Bertha, regia di Till Endemann (2011)
- Kein Sex ist auch keine Lösung, regia di Torsten Wacker (2011)
- Die Männer der Emden, regia di Berengar Pfahl (2012)
- Ein schmaler Grat, regia di Daniel Harrich (2013)
- Schneewittchen muss sterben, regia di Manfred Stelzer (2013)
- Großer Mann ganz klein!, regia di Sebastian Vigg (2013)
- Eine unbeliebte Frau, regia di Thomas Roth (2013)
- Mord nach Zahlen, regia di Thorsten Näter (2013)
- Von Kerlen und Kühen, regia di Sibylle Tafel (2014)
- Ein Reihenhaus steht selten allein, regia di Titus Selge (2014)
- Mordsfreunde, regia di Markus Rosenmüller (2014)
- Tiefe Wunden, regia di Markus Rosenmüller (2015)
- Die Ungehorsame, regia di Holger Haase (2015)
- Wer Wind sät, regia di Markus Rosenmüller (2015)
- Hördur - Zwischen den Welten, regia di Ekrem Ergün (2015)
- Weil ich dich liebe, regia di Christina Schiewe (2016)
- Neues aus dem Reihenhaus, regia di Titus Selge (2016)
- Liebe bis in den Mord: Ein Alpenthriller, regia di Thomas Nennstiel (2016)
- Nackt. Das Netz vergisst nie., regia di Jan Martin Scharf (2017)
- Das Nebelhaus, regia di Claudia Garde (2017)

### Televisione
- Evelyn Hamann's Geschichten aus dem Leben - serie TV, 1 episodio (1999)
- Die Camper - serie TV, 23 episodi (1999-2001)
- Stefanie (Für alle Fälle Stefanie) - serie TV, 1 episodio (2000)
- Nesthocker - Familie zu verschenken - serie TV, 11 episodi (2000-2001)
- Lolle (Berlin, Berlin) - serie TV, 86 episodi (2002-2005)
- Tatort - serie TV, 1 episodio (2003)
- Dr. Sommerfeld - Neues vom Bülowbogen - serie TV, 1 episodio (2003)
- Zwei Engel für Amor - serie TV, 1 episodio (2006)
- Dresda, regia di Roland Suso Richter – film TV (2006)
- Schillerstraße - serie TV, 1 episodio (2007)
- Die ProSieben Märchenstunde - serie TV, 1 episodio (2007)
- Le più belle fiabe dei fratelli Grimm (Sechs auf einen Streich/Acht auf einen Streich) - serie TV, 1 episodio (2008)
- Il giudice meschino - miniserie TV, (2014)
- Il commissario Voss (Der Alte) - serie TV, 1 episodio (2014)
- Utta Danella - serie TV, 1 episodio (2014)
- Böser Wolf - miniserie TV, 2 episodi (2016)
- Il bersaglio della vendetta (Die Lebenden und die Toten) - miniserie TV, 2 episodi (2017)
- Il commissario Lanz (Die Chefin) - serie TV, 1 episodio (2017)
- Im Wald - miniserie TV, 2 episodi (2018)

## Riconoscimenti
- Migliore attrice di serie tv della Televisione Tedesca (2002)
- Premio Grimme (2003)
- La Rosa D'oro di Lucerna (2004)
- International Emmy Award per la categoria Best Comedy International (2004)

## Doppiatrici italiane
Nelle versioni in italiano dei suoi film, Felicitas Woll è stata doppiata da:
- Perla Liberatori in Lolle, Senza passato... non c'è futuro
- Letizia Scifoni in Le più belle fiabe dei fratelli Grimm
- Benedetta Degli Innocenti in Il bersaglio della vendetta
- Federica De Bortoli in Ragazze pom pom al top
- Domitilla D'Amico in Dresda